# Gro (nome)
Gro  è un nome proprio di persona norvegese femminile.

## Origine e diffusione
Deriva probabilmente dal nome norreno Gróa, basato su gróa, "crescere". Si può quindi considerare analogo, per significato, a nomi quali Zayd e Crescenzo.
Viene portato, nella mitologia norrena, dalla strega e veggente Gróa presente nello Skáldskaparmál.

## Onomastico
Il nome è adespota, cioè non è portato da alcuna santa, pertanto l'onomastico ricade il 1º novembre, giorno di Ognissanti.

## Persone

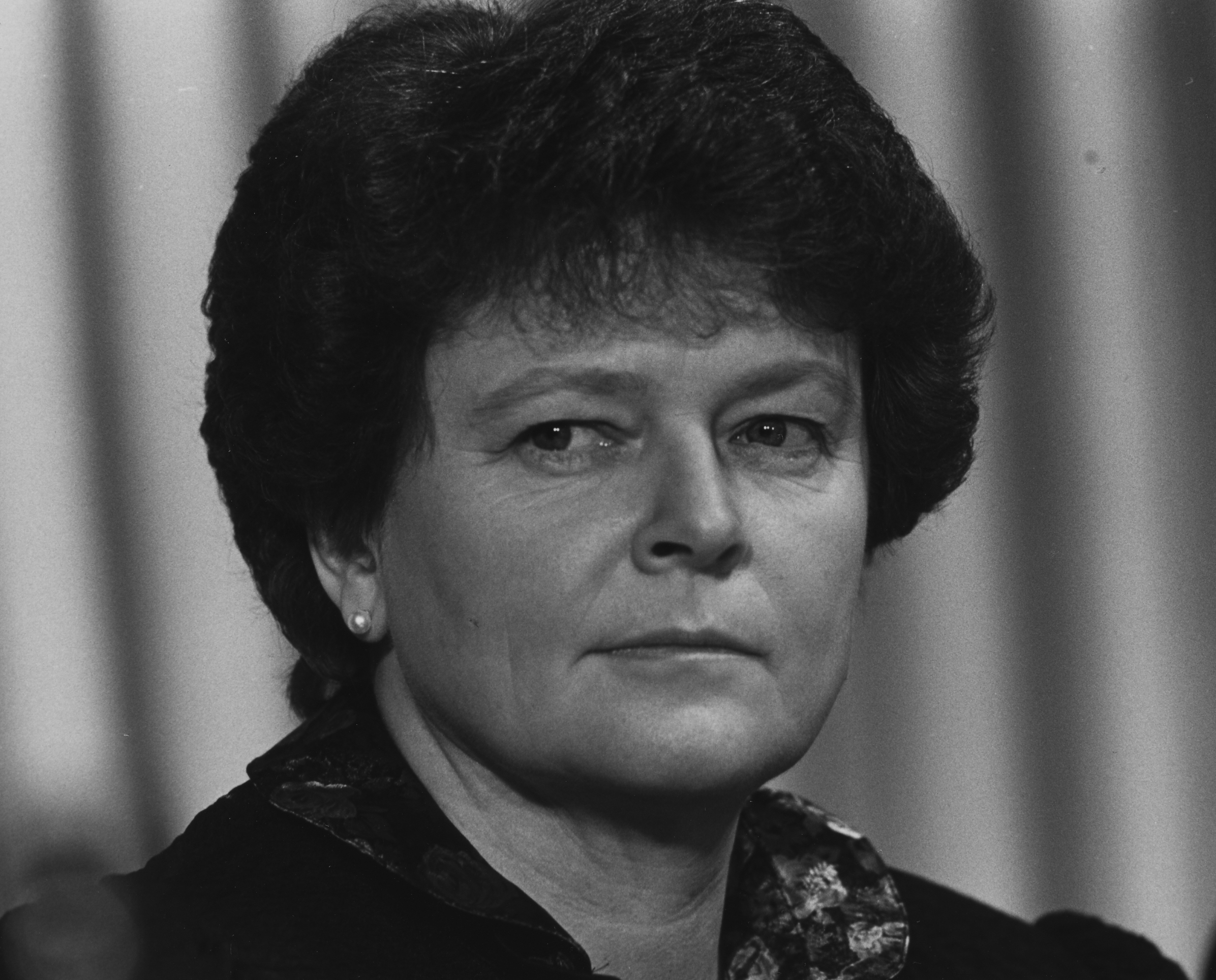
Gro Harlem Brundtland

- Gro Hammerseng, pallamanista norvegese
- Gro Harlem Brundtland, medico e politica norvegese
- Gro Marit Istad Kristiansen, biatleta norvegese